# (541021) 2017 YK9
(541021) 2017 YK9 es un asteroide perteneciente al cinturón de asteroides descubierto el 25 de septiembre de 2009 por el equipo del Mount Lemmon Survey desde el Observatorio del Monte Lemmon, Arizona, Estados Unidos.

## Designación y nombre
Designado provisionalmente como 2017 YK9.

## Características orbitales
2017 YK9 está situado a una distancia media del Sol de 2,452 ua, pudiendo alejarse hasta 2,992 ua y acercarse hasta 1,912 ua. Su excentricidad es 0,220 y la inclinación orbital 5,620 grados. Emplea 1402,79 días en completar una órbita alrededor del Sol.

## Características físicas
La magnitud absoluta de 2017 YK9 es 17,3. 